# Die Schöne und das Biest (Fernsehserie)
Die Schöne und das Biest (Originaltitel: Beauty and the Beast) ist eine US-amerikanische Dramaserie mit Linda Hamilton und Ron Perlman in den Titelrollen. Sie wurde von CBS zwischen 1987 und 1990 gesendet.

## Handlung
Im Mittelpunkt steht die Beziehung zwischen Vincent (Ron Perlman), einem mythischen, adligen Löwen-Mann, und Catherine (Linda Hamilton), einer begabten Assistenzstaatsanwältin in New York. Eine wichtige Rolle spielt auch eine geheime utopische Gemeinschaft von Außenseitern, die im Untergrund verborgen lebt. Durch eine empathische Verbindung spürt Vincent die Gefühle von Catherine und wird ihr Wächter. Die Serie folgt einerseits der sich entwickelnden Beziehung zwischen den beiden Charakteren, andererseits porträtiert sie die Teilung zwischen New York und der versteckten Welt darunter. Von der ursprünglichen Erzählung abweichend aber wird das „Biest“, nachdem es Catherines Liebe fand, nicht im Sinne der Schönheitsideale der Gesellschaft verwandelt. Das Augenmerk wird vielmehr auf die innere Schönheit Vincents gelegt, von der her er als Person definiert wird, und auf die Veränderung im Leben von Catherine, die durch ihre Beziehung zu Vincent verwandelt wird. Die Maske für das Biest wurde vom mehrfach oscarprämierten Hollywoodspezialisten Rick Baker gestaltet.
Nach dem Tod Catherines in der dritten Staffel wird Jo Anderson die neue Hauptdarstellerin, die Diana Bennet spielt, eine Polizistin, die den Mord an Catherine untersucht.

## Episodenliste

### Staffel 1
| Episode | Titel                         | engl. Originaltitel      | Erstausstrahlung (USA) |
| ------- | ----------------------------- | ------------------------ | ---------------------- |
| 01      | Es war einmal in New York     | Once upon a time         | 25.09.1987             |
| 02      | Der furchtbare Retter         | Terrible Savior          | 02.10.1987             |
| 03      | Belagerung                    | Siege                    | 09.10.1987             |
| 04      | Kein Weg zurück               | No Way Down              | 16.10.1987             |
| 05      | Die Nacht der Masken          | Masques                  | 30.10.1987             |
| 06      | Der gefallene Engel           | The Beast Within         | 06.11.1987             |
| 07      | Käfig der Qualen              | Nor Iron Bars a Cage     | 13.11.1987             |
| 08      | Ein Anfang und ein Ende       | Song of Orpheus          | 20.11.1987             |
| 09      | Dunkle Mächte                 | Dark Spirit              | 27.11.1987             |
| 10      | Eine bessere Welt             | A Children’s Story       | 04.12.1987             |
| 11      | Die stumme Zeugin             | An Impossible Silence    | 18.12.1987             |
| 12      | Zwischentöne                  | Shades of Grey           | 08.01.1988             |
| 13      | Todesmond                     | China Moon               | 15.01.1988             |
| 14      | Der Alchimist                 | The Alchemist            | 22.01.1988             |
| 15      | Die Versuchung                | Temptation               | 05.02.1988             |
| 16      | Eines fernen Tages            | Promises of Someday      | 12.02.1988             |
| 17      | Hinab in ein sonnenloses Meer | Down to a Sunless Sea    | 19.02.1988             |
| 18      | Gold                          | Fever                    | 26.02.1988             |
| 19      | Ein hartes Urteil             | Everything Is Everything | 04.03.1988             |
| 20      | Regent der Hölle              | To Reign in Hell         | 18.03.1988             |
| 21      | Osymandias                    | Ozymandias               | 01.04.1988             |
| 22      | Ein glückliches Leben         | A Happy Life             | 08.04.1988             |

### Staffel 2
| Episode | Titel                     | engl. Originaltitel       | Erstausstrahlung (USA) |
| ------- | ------------------------- | ------------------------- | ---------------------- |
| 01      | Verschenkte Begabung      | Chamber Music             | 18.11.1988             |
| 02      | Vincents Traum            | Remember Love             | 25.11.1988             |
| 03      | Ein schwerer Abschied     | Ashes, Ashes              | 02.12.1988             |
| 04      | Das Fest des Lichtes      | Dead of Winter            | 09.12.1988             |
| 05      | Ein neues Leben           | God Bless the Child       | 16.12.1988             |
| 06      | Liebe braucht keine Worte | Sticks and Stones         | 06.01.1989             |
| 07      | Kehrseite der Liebe       | A Fair and Perfect Knight | 13.01.1989             |
| 08      | Eine Welt in Gefahr       | Labyrinths                | 20.01.1989             |
| 09      | Brüder                    | Brothers                  | 03.02.1989             |
| 10      | Das verlorene Paradies    | A Gentle Rain             | 17.02.1989             |
| 11      | Zwei Seelen               | The Outsiders             | 24.02.1989             |
| 12      | Zeit der Trauer           | Orphans                   | 06.03.1989             |
| 13      | Die Ballerina             | Arabesque                 | 13.03.1989             |
| 14      | Von Dingen die nicht sind | When the Blue Bird Sings  | 31.03.1989             |
| 15      | Unter Beobachtung         | The Watcher               | 07.04.1989             |
| 16      | An fernen Ufern           | A Distant Shore           | 14.04.1989             |
| 17      | Das Schweigen des Herzens | Trial                     | 21.04.1989             |
| 18      | Ein Freundschaftsdienst   | A Kingdom by the Sea      | 28.04.1989             |
| 19      | Im Reich der Dunkelheit   | The Hollow Men            | 05.05.1989             |
| 20      | Der Dämon der Tiefe       | What Rough Beast          | 12.05.1989             |
| 21      | Ritual der Unschuld       | Ceremony of Innocence     | 19.05.1989             |
| 22      | Der Rest ist Schweigen    | The Rest Is Silence       | 26.05.1989             |

### Staffel 3
| Episode | Titel                           | engl. Originaltitel           | Erstausstrahlung (USA) |
| ------- | ------------------------------- | ----------------------------- | ---------------------- |
| 01      | Wenn Liebende fallen Teil 1     | Though Lovers Be Lost: Part 1 | 12.12.1989             |
| 02      | Wenn Liebende fallen Teil 2     | Though Lovers Be Lost: Part 2 | 12.12.1989             |
| 03      | Erinnerung                      | Walk Slowly                   | 13.12.1989             |
| 04      | Ein übermächtiger Gegner        | Nevermore                     | 20.12.1989             |
| 05      | Gabriels Gesandter              | Snow                          | 27.12.1989             |
| 06      | Der Komet des Bettlers          | Beggar’s Comet                | 03.01.1990             |
| 07      | Der Ruf des Herzens             | A Time to Heal                | 10.01.1990             |
| 08      | Eine Nacht ohne Hoffnung        | Chimes at Midnight            | 17.01.1990             |
| 09      | Träume und Visionen             | Invictus                      | 24.01.1990             |
| 10      | Die Heimkehr des Kindes         | In the Forests of the Night   | 21.07.1990             |
| 11      | Die Freunde in der anderen Welt | The Reckoning                 | 28.07.1990             |
| 12      | Das Vermächtnis                 | Legacies                      | 04.08.1990             |

## Remake
Von 2012 bis 2016 produzierte CBS Television Studios für den Sender The CW ein lose auf der Serie basierendes Remake. In den Hauptrollen sind Jay Ryan als Vincent (das „Beast“) und Kristin Kreuk als Catherine (die „Schöne“) zu sehen. Die Erstausstrahlung erfolgte am 11. Oktober 2012. Die Serie endete nach 4 Staffeln.